# (594913) ꞌAylóꞌchaxnim
(594913) ꞌAylóꞌchaxnim — околоземный астероид, открытый в рамках обзора Zwicky Transient Facility Паломарской обсерватории 4 января 2020 года, по состоянию на 10 января 2020 года общее количество наблюдений составило 96. Об открытии было объявлено 8 января 2020 года. Это первый открытый астероид, орбита которого полностью лежит внутри орбиты Венеры. По состоянию на январь 2020 года это первый астероид семейства Атиры, чья орбита полностью расположена не только внутри земной орбиты (21 объект на начало января 2020 года), но и внутри орбиты Венеры: в афелии астероид удаляется от Солнца не более чем на 0,654 а. e., а перигелийное расстояние Венеры составляет 0,718 а.е. По оценкам диаметр астероида составляет около 2 км.

## Обозначение
До официального открытия астероиду был присвоено обозначение ZTF09k5. Затем, 8 января 2020 года, ему присвоили предварительное обозначение ꞌAylóꞌchaxnim. Предварительное обозначение показывает дату и год открытия астероида. Это первый известный объект класса Ватиры (англ. Vatira).

## Орбита и классификация

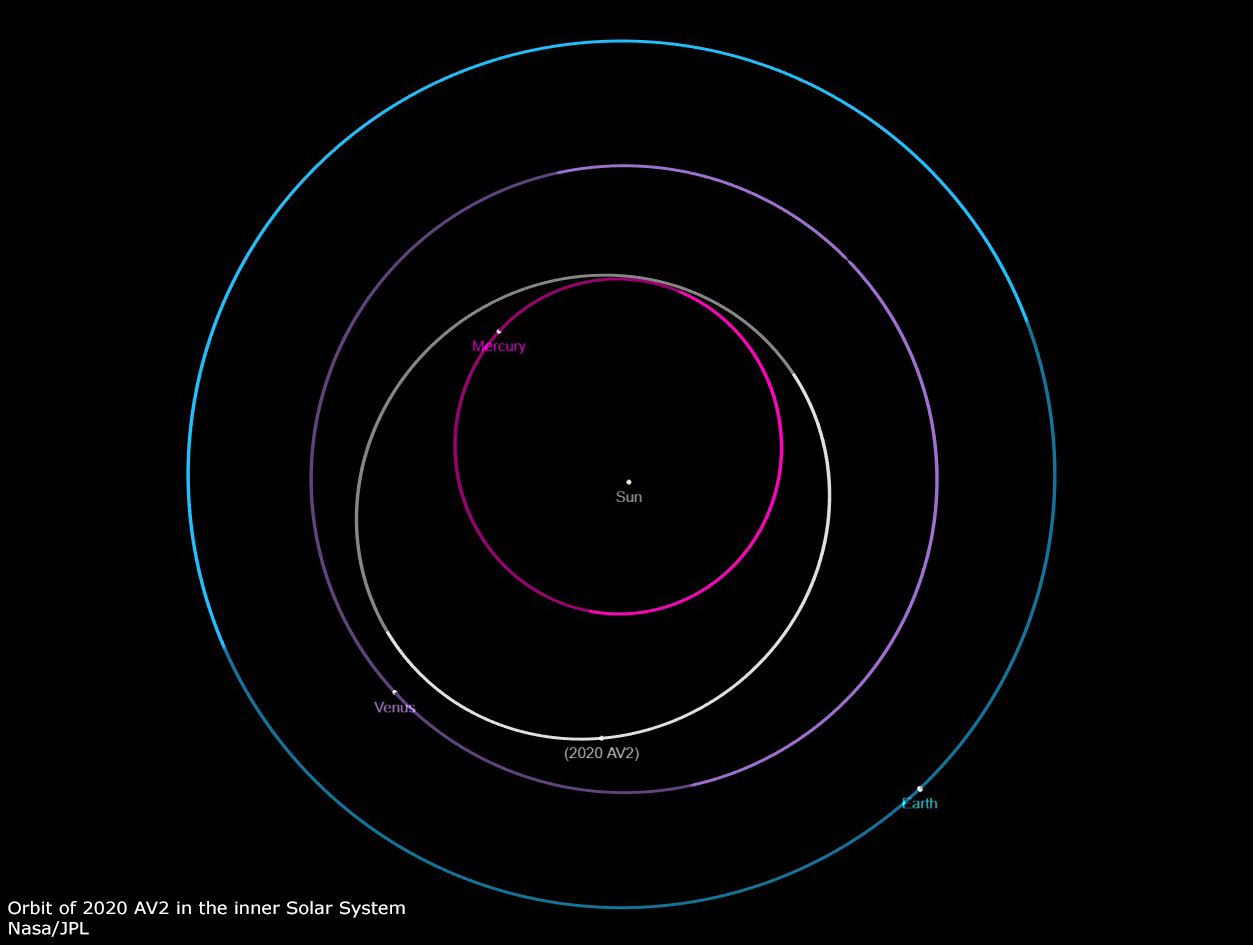
Схема орбиты ꞌAylóꞌchaxnim

ꞌAylóꞌchaxnim по состоянию на начало января 2020 года является единственным известным астероидом, чья орбита полностью лежит внутри орбиты Венеры. В афелии астероид удаляется от Солнца на 0,654 а. e., это наименьшее афелийное расстояние среди известных. Для сравнения, Венера в перигелии подходит к Солнцу не ближе чем на 0,718 а.е. ꞌAylóꞌchaxnim формально относится к классу Атиры, поскольку его орбита полностью лежит внутри орбиты Земли, но поскольку, в отличие от других астероидов класса Атиры, орбита ꞌAylóꞌchaxnim полностью лежит внутри орбиты Венеры, то данный объект было решено отнести к подклассу Ватиры (сокращение от названий Венера и Атира). ꞌAylóꞌchaxnim с формальной точки зрения относится к астероидам, сближающимся с Землёй, хотя он не подходит к Земле ближе чем на 0,346 а.е.
Вследствие короткой дуги наблюдения орбита астероида известна с высокой неопределённостью, параметр неопределённости равен 9. Астероид обращается вокруг Солнца с периодом около 145,65 суток (0,41 года), большая полуось орбиты равна примерно 0,56 а.е. ꞌAylóꞌchaxnim обладает наименьшей большой полуосью среди известных астероидов. Орбита астероида очень слабо вытянута, в перигелии он подходит к Солнцу не ближе чем на 0,46 а.е., это чуть меньше афелийного расстояния Меркурия — 0,467 а.е. Орбита ꞌAylóꞌchaxnim наклонена относительно плоскости эклиптики на 15,9 градусов.
Большинство околоземных астероидов, проходящих в области Ватиры, вероятно обладают неустойчивыми орбитами вследствие частых гравитационных возмущений со стороны Венеры и Меркурия. Ожидается, что лишь несколько орбит в этой области могут оказаться устойчивыми. На основе проведённого в 2012 году исследования распределения орбит околоземных астероидов была получена оценка времени существования орбит в области Ватиры, составляющая около нескольких сотен тысяч лет. В области Ватиры орбиты астероидов подвержены резонансам Лидова — Кодзаи, при котором орбиты колеблются по расстоянию, ориентации и эксцентриситету на масштабах времени около миллионов лет. В результате астероиды-Ватиры могут переходить в класс Атир, и наоборот Несмотря на то, что резонанс может приводить к разрушению орбит новых астероидов подкласса Ватиры, он может усиливать устойчивость невозмущённых астероидов-Ватир. Динамически неустойчивые Ватиры со временем могут столкнуться с Венерой или же их орбиты могут измениться таким образом, что астероиды приблизятся на слишком малое расстояние к Солнцу.

## Физические характеристики
ꞌAylóꞌchaxnim по оценкам обладает абсолютной звёздной величиной (H) около 16,3m, но эта оценка обладает высокой неопределённостью. Центр малых планет приводит величину 16,5m в качестве наилучшей оценки. Альбедо ꞌAylóꞌchaxnim неизвестно на начало января 2020 года, оно не было измерено. Диаметр предполагается большим, чем 1 км. В предположении альбедо от 0,25 до 0,05 диаметр может быть в пределах 1—3 км.